# Enlil-nadin-apli
Enlil-nadin-apli (akad. Enlil-nādin-apli) – piąty król Babilonii z II dynastii z Isin, syn i następca Nabuchodonozora I; panował w latach 1104-1101 p.n.e. Najprawdopodobniej objął tron będąc jeszcze osobą niepełnoletnią. Zmarł po krótkim okresie panowania w wyniku przewrotu pałacowego, którego inicjatorem był jego wuj i następca Marduk-nadin-ahhe. Poza inskrypcjami na kilku kudurru, poświadczającymi nadania ziemi, niewiele więcej wiadomo o tym władcy.